# وحريات
الوَحْرِيَّات أو خفافيش ذوات الوجوه المشقوقة أو خفافيش جوفاء الوجه (الاسم العلمي: Nycteridae)، فصيلة حيوانات وحيدة الجنس من رتبة الخفاشيات. عدد أنواعها مختلف عليه حيث تشير أغلب المصادر بأنها 13 وأخرى توصلها إلى 16 وجميعها من جنس الوحرة (Nycteris)، مواطنها في شرق ماليزيا وإندونيسيا وأجزاء كثيرة من إفريقيا. يراوح طولها من 4 إلى 8 سم. ثوبها رمادي مائل إلى البني أو محمر.